# Manuel Palau i Boix
Manuel Palau i Boix (Alfara del Patriarca, 4 de gener de 1893 - València, 18 de febrer de 1967) va ser un compositor valencià.

## Biografia
En la seua família, dedicada a un negoci de comerç d'oli, es vivia intensament l'afició musical. Inicialment Manuel Palau va orientar la seua formació cap al comerç, obtenint el títol de professor mercantil l'any 1912. Durant aquests anys, Palau comença a rebre classes de música, el que feia d'amagat dels seus pares, aprofitant els viatges a València per als seus estudis "oficials". El 1912 la seua família es va traslladar a València, i el 1914 Palau va començar els seus estudis musicals formals al conservatori (amb 20 anys!). Es va casar l'any 1918 a l'església de Sant Jaume Apòstol de Montcada, amb Trinitat Granell Bosch, amb qui va tenir dues filles i, posteriorment, un fill que va morir sent un infant. Inicialment van establir la seua residència a Montcada.
L'any 1919 Palau ja era professor al Conservatori de València i havia decidit dedicar-se per complet a la música. Entre 1917 i 1922 va dirigir les bandes de música de Vinalesa i Montcada, i entre 1917 i 1923 va ser substitut d'Emili Seguí Ripoll al front de la Banda Primitiva de Llíria, passant a ser titular l'any 1924, càrrec que mantindria durant un any.
A partir de 1925 va realitzar diverses activitats musicals: va organitzar el primer aplec de dolçainers de València, tocava el piano en projeccions cinematogràfiques i va fundar i dirigir l'orquestra de cambra Pro Arte, posteriorment anomenada Orquestra Palau.
Va freqüentar les tertúlies del cafè Ideal-Room del carrer de la Pau, on va establir contactes amb músics com Leopold Magenti i intel·lectuals com Joan Chabàs, al mateix temps que donava a conèixer les seues primeres obres. Després del seu viatge a París, la seua producció artística comença a tenir ressò. El viatge a París li va donar l'oportunitat d'entrar en contacte amb Maurice Ravel, amb qui mantindria des d'aleshores una freqüent relació epistolar, i amb Charles Koechlin. Va tornar a París l'any 1929 amb motiu de la celebració del I Saló de Simfonistes.
El 1928 va rebre el Premi Nacional de Música per Gongoriana.
El 1930 la família Palau va traslladar-se a València, i l'any 1932 mor sa mare, el que el va sumir en una forta depressió que el va obligar a abandonar la composició durant un any.
Palau va mantenir un intens interès per la cultura, organitzant a sa casa tertúlies poètico-musicals a les quals acudien els més importants músics i poetes valencians de l'època. Entre els primers cal esmentar Leopold Querol i Eduard López-Chávarri i Marco. Entre els segons, va conrear l'amistat de diverses generacions d'escriptors, com Lluís Guarner, Enric Duran i Tortajada, Joan Lacomba Guillot, Xavier Casp i Vicent Andrés Estellés. Malgrat les ofertes per a dirigir els Conservatoris de Sant Sebastià i Madrid mai no es va decidir a abandonar València, tot i ser conscient que el trasllat a Madrid hauria estat beneficiós per a la projecció de la seua obra.
Durant la Guerra Civil va ser suspesa l'activitat del Conservatori i la família Palau es va traslladar de nou a Montcada. Malgrat la guerra, Palau viu uns anys d'intensa activitat compositiva, en què va produir algunes de les seues obres més difoses: Marxa burlesca (1936), potser la seua obra més popular; Divertimento per a orquestra (1937); Lliri blau ballet (1938); Sino, ballet (1938); Paréntesis lírico, cicle de lieder (1939)...
En acabar la guerra va ser readmès al Conservatori i va traslladar-se de nou a València. S'inicia així un llarg període pedagògic, al front del Conservatori de València, i creatiu, veient l'estrena de moltes de les seues obres a Espanya i altres països d'Europa. Entre els seus alumnes cal esmentar a Vicent Garcés i Queralt i Maria Teresa Oller.
Tot apunta que Palau era una persona de tarannà conservador i de profundes conviccions religioses. Sempre va mantenir lligams amb el món literari, havent deixat alguns poemes de la seua mà, i també texts per a les seues cançons i els arguments dels ballets que va compondre. Era poliglot, dominava diversos idiomes moderns, el llatí i el grec clàssic. Va mantenir diversos interessos intel·lectuals, la filosofia, la medicina... a banda del seu amor per la natura.

## Obra

### Orquestra
- 1919 Coplas de mi tierra (també existeix versió per a banda)
- 1920 Escenes i paisatges valencians
- # Adagietto
- # Dansa
- 1921 Tres danses valencianes
- # Dansa dels xiquets
- # Dansa de la colla antiga
- # Dansa de la colla muntanyenca
- 1924 Danza morisca
- 1924 Tres impresiones orquestales
- # Andantino
- # Non tropo lento
- # Alla marcia
- 1927 Siluetes - Suite (també existeix versió per a banda)
- # Dolçainers
- # Llauradors
- # ...i els xiquet passen
- 1928 Gongoriana (també existeix versió per a banda)
- # Noel
- # Celosa está la niña
- # Humoresca
- # Ecaristica
- # En el baile del agido
- # Glorioso parta Don Juan
- 1929 Cançó de bressol per a veu i orquestra de corda
- 1929 Homenaje a Debussy
- 1930 Muntanyesa
- 1932 Cuatro preludios per a orquestra de corda[2]
- # Cántico
- # Miniatura
- # Reverie
- # Final
- 1933 Obertura española
- 1934 El ball de la falla per a veu i orquestra
- 1935 La copla del inclusero per a cor i orquestra
- 1935 Poemes de llum
- # Crepuscular
- # Nocturnal
- # Matinada
- 1935 València per a piano i orquestra
- 1936 Marxa burlesca (composta originalment per al Grup de Saxòfons "Filarmonia" de València)
- 1936 Documental valenciana
- # Allegro non tanto
- # Andante
- # Vivo
- 1937 Divertimento
- # Obertura
- # Siciliana
- # Rigodón
- # Pavana
- # Giga
- 1938 O quam suavis per a baríton, cor masculí i orquestra de corda
- 1939/1949 Mascarada sarcástica
- 1940 Simfonia núm 1 en mi menor
- # Allegro deciso
- # Largo. Andante cantabile
- # Animato. Scherzo
- # Allegro. Finale
- 1942 Salve per a cor i orquestra
- 1944 Simfonia núm. 2 en re major - Murciana
- # Largo. Allegro energico
- # Lento. Tiempo de parranda. Lentamente
- # Presto
- # Allegro giocoso
- 1946 Concierto dramático per a piano i orquestra
- # Lento. Allegro non tanto
- # Lentamente
- # Allegro deciso
- 1947/1959 Concierto levantino per a guitarra i orquestra
- # Allegro non tanto. Allegro deciso
- # Larghetto. Animado. Larghetto
- # Presto
- 1950 Simfonia núm. 3
- 1950 Salmantinas per a cor femení i orquestra
- 1951/1955 Escena y danza de Omar
- 1953 Dos acuarelas per a orquestra de corda[2]
- # Pastoral
- # Comme un minuetto
- 1956 Tríptico catedralicio (també existeix versió per a banda)
- 1963 Heráldica
- Himno nuevo al Santísimo Cristo Verdadero per a cor i orquestra
- Criatura dolcíssima per a veu i orquestra, sobre text de Joan Fuster
- Suite en estilo antiguo

### Banda de música
- 1920 Himne a la bandera per a cor i banda
- 1921 Marxa valenciana núm. 2
- 1922 Himne a Bétera per a cor i banda
- 1922 La cançó del poble
- 1923 Marxa valenciana núm. 4
- 1923 Pasodoble andaluz
- 1924 Penya truquera
- 1924 ¡Vaya lo fino!
- 1924 Danza mora
- 1925 Soc de Moncà
- 1925 Poemas de juventud
- 1929 Marcha núm. 13
- 1930 Cançó de renaixença per a cor i banda
- 1936 Dos canciones escolares per a cor infantil i banda
- 1946 Himne a Manises
- 1947 Blayo
- 1948 Himne de la Mare de Déu de la Cova Santa de Beniarrés per a banda
- 1956 Marcha solemne en honor de la enseña de Tarrasa[2]
- 1961 Riberas del Jiloca
- 1961 Rumores del Genil
- Himne escolar per a cor i banda

### Teatre
- 1917 Farandulerías
- 1918 Beniflors, Sarsuela valenciana en un acte
- 1920 Amor torna, sarsuela dramàtica valenciana en 2 actes
- 1922 A vora mar sarsuela valenciana en un acte
- 1938 Lliri blau Ballet en 2 actes
- 1938 Sino Ballet en un acte
- 1946 Joyel Ballet
- 1956 Maror, òpera. Llibret de Xavier Casp

### Cor
- 1941 Aclamaciones per a cor masculí
- 1947 Hermosita, hermosita
- 1950 Dos canciones alicantinas
- 1951 Cançó innocent de Blanca Fe
- 1952 Dos líricas de Anacreonte per a cor masculí
- 1952 Scherzino per a cor femení
- 1956 Bienaventurados
- 1958 Lletania en flor per a cor femení i cor infantil
- 1958 Sega, segador
- 1959 Cançó d'hivern
- 1960 Quatre poemes corals
- 1963 Laudate Dominum omnes gentes
- 1963 Quatre petites composicions
- 1965 La Santa Cena
- 1967 Cançoneta del balcó per a cor femení
- Cançons humorístiques

### Altres obres
- 1918 Gozos al Patriarca San José per a cor i orgue
- 1918 Rosario per a cor i orgue
- 1942 Nupcias per a orgue
- 1944 Himno al Apostolado de la Oración per a cor i orgur
- 1944/1960 Missa en sol menor per a solistes, cor i orquestra
- 1945 Atardecer per a solistes, cor i orquestra
- 1945 Ave María voor tenor, cor i orquestra
- 1946 Deus Israel conjugat Vos per a cor infantil i orquestra
- 1954 Himne a Sant Vicent Ferrer per a cor i orgue
- 1955 Himne de la Coronació del Sant Crist de la Fe per a cor i orgue
- 1956 Credo per a cor i orgur
- 1956 Himno a la Santísima Virgen de la Fuensanta per a cor i orgue
- 1956 Himno de María Santísima de Araceli per a cor i orgue
- 1959 Cants de primavera per a soprano, cor femení i orquestra
- 1961 Cantarella per a cor infantil i orgue
- 1961 Justus germinabit per a cor i orgue
- 1965 Balada a l'absent per a soprano, cor femení i orquestra
- 1965 Canción amatoria per a cor femení i orquestra
- 1965 Cançons de la llar per a cor femení i orquestra
- 1965 Cançons del folklore infantívol per a cor femení i orquestra
- 1965 Rapsòdia d'abril per a soprano, cor femení i orquestra
- 1965 Seguerilles per a cor femení i orquestra
- 1965 Vibración de estío per a cor femení i orquestra
- Fughetta per a conjunt de saxòfons
- Himno a la Purísima per a cor i orgue
- Himno a la Virgen de las Angustias per a cor i orgue